# HP-35

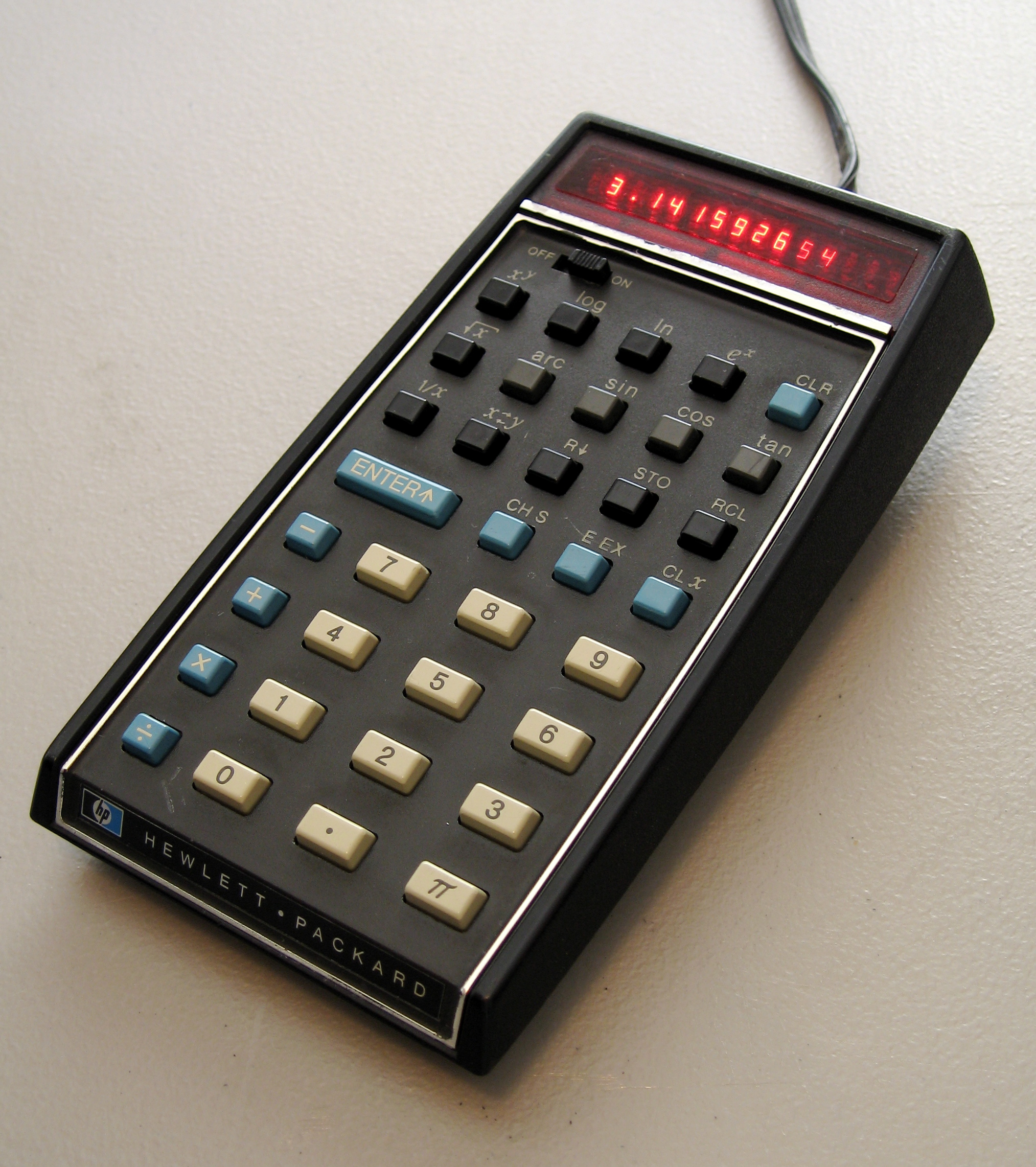
Kapesní kalkulačka HP-35.

HP-35 byl první kapesní vědecký kalkulátor představený firmou Hewlett-Packard v roce 1972. Tento kalkulátor měl elektronický displej a byl schopen řešit i náročnější vědeckotechnické výpočty.

## Popis
HP-35 používal postfixovou notaci. Stolní kalkulátory v roce 1972 zvládaly jen základní početní operace, model HP-35 už uměl i logaritmy a trigonometrické funkce, a to bez složitých pomocných výpočtů, stačilo stisknout jen jediné tlačítko. Stal se tedy prvním elektronickým logaritmickým pravítkem. Kalkulátor disponoval velkým číselným rozsahem, a to od 10−100 do 10+100, měl 35 kláves, LED displej s jedním řádkem, 10 číslic mantisa a 2 číslice exponent. Hlavní integrované obvody, v tomto případě byly - Mostek MK6020, MK6021, MK6022, MK6023, MK6024, které zahrnují tři ROM, kontrolní a časový čip, registr a aritmetický čip. HP-35 uměl numerické algoritmy, které překročily přesnost většiny sálových počítačů v té době. Za tři roky se ho prodalo přes 300 000 kusů. Na dnešní poměry se to může zdát jako malé číslo, ale kalkulátory v tomto období byly mnohem dražší než dnes. Model HP-35 se v roce 1972 prodával za 395 dolarů. Kalkulátor byl k dispozici v letech 1972–1975.

## Vývoj
Vývoj kalkulátoru HP-35 trval dva roky, stál zhruba jeden milion tehdejších dolarů a pracovalo na něm dvacet inženýrů. V Hewlett-Packardu původně plánovali vyrábět kapesní kalkulátory jen pro své inženýry, ale nakonec se rozhodli je prodávat, a HP-35 se tak stal komerčním produktem.Stávající kapesní kalkulačky v té době měly jen čtyři funkce, tzn. uměly jen sčítat, odčítat, násobit a dělit. Hewlett nazval tento kalkulátor HP-35, protože měl 35 kláves. Po uvedení na trh se stal kalkulátor HP-35 okamžitě hitem. V červenci 2007 představil Hewlett-Packard repliku kalkulačky HP-35, retro model HP-35s.

## Podrobnosti
- Kalkulátor HP-35 byl 150 mm dlouhý a 81 mm široký. Byl navržen tak, aby se vešel do náprsní kapsy pánské košile.
- Kalkulátor používá tři AA NiCd akumulátory 3,75 V a lze ho také napájet ze sítě pomocí adaptéru. Na baterie vydržel cca 3 hodiny.
- V prvním roce se prodalo 100 tisíc kalkulátorů a v období 1972–1975 se prodalo přes 300 tisíc kalkulátorů HP-35, což bylo mnohem více, než Hewlett-Packard předpokládal.
- Emulace HP-35 je k dispozici pro Android, Apple iPhone a iPad.

## Ocenění
Dne 14. dubna 2009 byl Hewlett Packard za první ruční vědeckou kalkulačku HP-35 oceněn programem IEEE Milestone.